# ロンギング・イン・ゼア・ハーツ
| 専門評論家によるレビュー           | 専門評論家によるレビュー |
| レビュー・スコア                   | レビュー・スコア         |
| 出典                               | 評価                     |
| ---------------------------------- | ------------------------ |
| オールミュージック                 | [ 1 ]                    |
| エンターテインメント・ウィークリー | B                        |
| ロバート・クリストガウ             | [ 3 ]                    |
| ローリング・ストーン               | [ 4 ]                    |

『ロンギング・イン・ゼア・ハーツ』（原題：Longing in their Hearts）は1994年にリリースされたボニー・レイットの12枚目のアルバム。 アルバムにはメインストリームのポップヒットである「恋が生まれるとき (Love Sneakin 'Up On You) 」が収録されており、 ビルボードシングルチャートで19位に達し、「ユー (You)」は、これまでに彼女の唯一の英国トップ40ヒットであり、最高で31位となった。 

## トラックリスト
1. 「恋が生まれるとき - Love Sneakin' Up On You 」（トム・スノー 、ジミー・スコット）– 3:41
2. 「ロンギング・イン・ゼア・ハーツ - Longing In Their Hearts 」（ボニー・レイット 、 マイケル・オキーフ）– 4:48
3. 「ユー - You」（ジョン・シャンクス 、 ボブ・ティーレ・ジュニア 、 トニオ・K）– 4:27
4. 「クール、クリア・ウォーター - Cool, Clear Water」（レイット）– 5:27
5. 「サークル・ダンス - Circle Dance」（レイット）– 4:11
6. 「アイ・ショー・ドゥ - I Sho Do」（ティーニー・ホッジス 、ビリー・オールウェイズ）– 3:38
7. 「薄暗い部屋で - Dimming of the Day 」（リチャード・トンプソン）– 3:39
8. 「フィーリング・オブ・フォーリング - Feeling of Falling」（レイット）– 6:17
9. 「スティール・ユア・ハート・アウェイ - Steal Your Heart Away」（ ポール・ブレイディ ）– 5:44
10. 「ストーム・ウォーニング - Storm Warning」（テリー・ブリッテン 、リー・マールフリード）– 4:31
11. 「ヘル・トゥ・ペイ - Hell to Pay」（Raitt）– 4:03
12. 「疑いの影 - Shadow of Doubt」（ゲイリー・ニコルソン）– 4:26

## パーソネル
- ボニー・レイット – リードボーカル 、バッキングボーカル（1、3、6）、 スライドギター （1、6、10、11）、 アコースティックギター （2、3）、 キーボード （4）、 エレクトリックピアノ （5）、弦楽器と木管楽器の編曲（5）、ホーンアレンジメント（6）、 オルガン （8）、スライドアコースティックギター（12）、足音（12）、アレンジメント（12）
- ジョージ・マリネッリ – エレクトリックギター（1、2、3）、 マンドリン （2、4）、ギター（4）、リードギター（9）
- マーク・ゴールデンバーグ – エレクトリックギター（3）、 ウード （3）、"ファースト"アコースティックギター（7）
- ランディ・ジェイコブス – リードギター（6）、 リズムギター （6、9）、エレキギター（11）
- リチャード・トンプソン – "セカンド"アコースティックギター（7）
- スティーブン・ブルートン – エレキギター （8）
- スコットサーストン –キーボード（ 1、6、11 ）、キーボードプログラミング（5）
- ボブ・ティーレ・ジュニア – シンセ・アコーディオン（3）、シンセ・パッド（3）、アレンジメント（3）
- ベンモント・テンチ – ハモンドC3オルガン （ 5、7、9 ）、キーボード（9、10）
- ミッチェル・フルーム – ハルモニウム （7）
- ジェームス・"ハッチ"・ハチンソン – ベースギター （1-4、6、8-11）
- ドン・ウォズ – アコースティックベース（5）
- ビューエル・ネイドリンガー –アコースティックベース（7）
- リッキー・ファター – ドラムス（ 1、2、4、6、8-11 ）
- パウリーニョ・ダ・コスタ – パーカッション （1-6、8-11）
- デブラ・ドブキン – ケルトバスドラム（4）
- ジョン・クラーク – アルトフルート （5）、 バスフルート （5）、 イングリッシュホルン （5）
- デビッド・キャンベル – 弦楽器と木管楽器の編曲（5）
- ラリー・コーベット – チェロ （5）
- スージー・カタヤマ – チェロ（5）
- ダニエル・スミス – チェロ（5）
- スコット・ハウパート – ヴィオラ （5）
- シンシア・モロー – ヴィオラ（5）
- マーティ・グレブ – バリトンサックス （6）、ホーンアレンジメント（6）
- ザ・メンフィス・ホーンズ 
  - アンドリュー・ラブ – テナーサックス （6）、ホーンアレンジメント（6）
  - ウェイン・ジャクソン – トロンボーン （6）、 トランペット （6）、ホーンアレンジメント（6）
- チャーリー・マッスルホワイト – ハーモニカ （12）
- スイートピー・アトキンソン – バッキングボーカル（ 1、4、6、9、10 ）
- ハリー・ボーエンズ – バックボーカル（ 1、3、4、6、9、10 ）
- デヴィッド・レイズリー – バッキングボーカル（ 1、3、4、9、10 ）
- アーノルド・マッカラー – バッキング・ボーカル（ 1、3、4、6、9、10 ）
- レヴォン・ヘルム – ハーモニーボーカル（2）
- ポール・ブレイディ – ハーモニーボーカル（4、7）、 ペニーホイッスル （4）、アコースティックギター（9）
- デヴィッド・クロスビー – ハーモニーボーカル（5）

## プロダクション
- プロデューサー – ボニー・レイットとドン・ウォズ
- プロダクションコーディネーション – マーシャ・バーンズ、アシスタント：キャリー・マッコンキー
- エンジニアとミキシング – エド・チャーニー
- アシスタント・エンジニア – ダン・ボスワース
- 追加エンジニア – クリス・アルバート、ダン・ボスワース、ブラッド・クック、ジェームズ・サエズ。
- オーシャン・ウェイ・レコーディング 、チョムスキー・ランチ、ザ・コンヴェン、レコード・プラント （以上ロサンゼルス、カリフォルニア州）およびアバター・スタジオ （ニューヨーク、NY）でレコーディング。
- ミックス・アシスタント – マイケルライター
- レコード・プラントでミキシング。
- The Mastering Lab（カリフォルニア州ハリウッド）でDoug Saxがマスター。
- アート・ディレクション – ジェフリー・フェイとトミース・ティール
- デザイン – ジェフリー・フェイ
- 写真 – ジョン・カサド
- センター・スプレッド・ペインティング – クレイトン・キャンベル
- レタリング・デザインとロゴ – Tim Girvin Design、Inc.
- マネージメント – ジェフリー・ハーシュ、ロン・ストーン、ジェーン・オッペンハイマー

## その他の情報
スティービー・ニックスは、2009年3月31日にリリースされた初めてのライブアルバムThe Soundstage Sessionsで「サークル・ダンス」を取り上げた。 

## チャート
アルバム - ビルボード （北米） 
| 年   | チャート      | ポジション |
| ---- | ------------- | ---------- |
| 1994 | ビルボード200 | 1          |

シングル -ビルボード（北米） 
| 年   | シングル             | チャート                       | ポジション |
| ---- | -------------------- | ------------------------------ | ---------- |
| 1994 | 「恋が生まれるとき」 | アダルトコンテンポラリー       | 2          |
| 1994 | 「恋が生まれるとき」 | メインストリームロックトラック | 25         |
| 1994 | 「恋が生まれるとき」 | ビルボードホット100            | 19         |
| 1994 | 「恋が生まれるとき」 | トップ40メインストリーム       | 15         |
| 1994 | 「ユー」             | アダルトコンテンポラリー       | 15         |
| 1994 | 「ユー」             | ビルボードホット100            | 92         |

## 受賞歴
グラミー賞
| 年   | 勝者                           | カテゴリー                                   |
| ---- | ------------------------------ | -------------------------------------------- |
| 1994 | ロンギング・イン・ゼア・ハーツ | ベストエンジニアリングアルバム、非クラシック |
| 1994 | ロンギング・イン・ゼア・ハーツ | ベストポップボーカルアルバム                 |